# Factor antropic
Factorul antropic reprezintă totalitatea acțiunilor omului în raport cu natura, precum acesta este un factor negativ.
Deopotrivă cu factorii abiotici și biotici, asupra mediului acționează și factorul uman, numit și antropic. Factorul antropic reprezintă influența directă, nemijlocită, a activității omului asupra mediului înconjurător. Defrișarea unei păduri, secarea unei bălți, impactul urbanizării, chimizarea agriculturii, braconajul, colectarea ilicită a plantelor rare sunt exemple de impact negativ al factorului antropic.